# Han Xue
Pour les articles homonymes, voir Han.
Dans ce nom chinois, le nom de famille, Han, précède le nom personnel.
Han Xue (chinois : 韓雪), née le 21 septembre 1981 à Pékin, est une ancienne nageuse chinoise spécialiste de la nage libre et de la brasse. Elle est médaillée de bronze en relais aux Jeux de 1996.

## Carrière
Lors des Jeux olympiques d'été de 1996, Han Xue fait partie du relais 4 x 100 m 4 nages qui remporte la médaille de bronze.

## Palmarès

### Jeux olympiques
- Jeux olympiques d'été de 1996 à Atlanta ( États-Unis) :
  -  médaille de bronze du 4 x 100 m 4 nages

### Championnats du monde en petit bassin
- Championnats du monde en petit bassin 1999 à  Hong Kong :
  -  médaille de bronze du 50 m brasse
- Championnats du monde en petit bassin 1997 à Göteborg ( Suède) :
  -  médaille d'or du 4 x 100 m 4 nages
- Championnats du monde en petit bassin 1995 à Rio de Janeiro ( Brésil) :
  -  médaille d'or du 4 x 100 m nage libre

### Jeux asiatiques
- Jeux asiatiques de 1998 à Bangkok ( Thaïlande) :
  -  médaille d'or du 4  x100 m nage libre
  -  médaille d'argent du 50 m nage libre

### Universiade
- Universiade de 2001 à Pékin ( Chine) :
  -  médaille d'or du 50 m nage libre
  -  médaille d'or du 100 m nage libre